# Imagínate (canción de Wisin & Yandel)
«Imagínate» es una canción del dúo puertorriqueño de reguetón Wisin & Yandel. Cuenta con la colaboración del rapero norteamericano T-Pain. Es el cuarto sencillo de su séptimo álbum La revolución y el primero de la versión a partir del próximo relanzamiento del álbum, La revolución lanzado el 24 de noviembre de 2009.

## Video musical
El video se filmó al estilo de una película en un cementerio en Los Ángeles, California e incluye presentaciones del actor puertorriqueño Amaury Nolasco, la colombiana Paula Garcés y el actor estadounidense de origen venezolano Wilmer Valderrama. En la cual se relata la historia de amor entre un hombre y una mujer que se ve empañada por la antigua pareja de la mujer, cuando este de aspecto mafioso le asesina en un hotel al encontrarlos a los dos. Fue dirigido por Jessy Terrero y fue lanzado el 2 de noviembre de 2009.